# Jurskije Dwory
Jurskije Dwory (ros. Юрские Дворы) – wieś (ros. деревня, trb. dieriewnia) w zachodniej Rosji, w sielsowiecie jurskim rejonu wołowskiego w obwodzie lipieckim.

## Geografia
Miejscowość położona jest u źródła ruczaju Jurskoj, 2 km od centrum administracyjnego sielsowietu jurskiego (Jurskoje), 19 km od centrum administracyjnego rejonu (Wołowo), 128 km od stolicy obwodu (Lipieck).
W granicach miejscowości znajduje się ulica Dorożnaja (9 posesji).

## Demografia
W 2012 r. miejscowość zamieszkiwało 18 osób.